# Ахмет Ахат
Ахмет Ахат (Ахметжан Ахатбакиев; род. 4 апреля 1954, Кульджа, КНР) — казахстанский художник. Член Союза художников Казахстана с 1988 года. Академик Академии Художеств РК с 2020 года.

## Биография
Родился 4 апреля 1954 в Кульдже, Синьцзян. С 1960 года живёт и работает в Алматы, Казахстан. В 1974 году окончил художественно-графический факультет Казахского Педагогического Института имени Абая. В 1990 году окончил аспирантуру Института Уйгуроведения. По национальности — уйгур.

## Творчество
Главным содержанием живописи Ахмета Ахат служат сюжеты и образы петроглифов «Тамгалы», в которых художника привлекает «особая художественная пластика, лаконичная и острая выразительность. Для автора эти образы — своего рода аруахи — духи предков, сопровождающие в жизни каждого современного человека» — так пишет об Ахмете Ахате известный казахстанский искусствовед Камилла Ли. Другим повторяющимся сюжетом стали города Восточного Туркестана, их глинобитные дома, стены с узкими прорезями дверей, почти безлюдные улицы. Кроме живописи художник разрабатывает те же темы в технике гобелена и в жанре художественной восточной керамики.

## Коллекции
Работы художника Ахмета Ахат выставлялись на международный аукцион англ. Christie’s, находятся в Государственном музее искусств Казахстана имени Кастеева (ГМИ имени Кастеева), Государственном музее искусства Востока (Москва), в резиденции «Ак Орда» и в частных коллекциях.

## Выставки
- 1979 Международная передвижная выставка «Время-Пространство-Человек», Москва и по городам Европы[3].
- 1992 Музей Азии и Тихого океана, Варшава[3].
- 1995 Групповая выставка «Азия АРТ», награждён золотой медалью выставки, Ташкент[3].
- 1996 Участие в выставке графики «Portland Art Museum», Портленд (Орегон)[3].
- 2015 Выставка уйгурских художников в ГМИ имени Кастеева[4].

## Персональные выставки
- 1992 Восточная галерея, Москва[3].
- 1992 Персональная выставка в галерее «Кизил Ай» Анкара[3].
- 1993 Персональная выставка в галерее «Шекер банк», Анкара. Каталог выставки[3].
- 1996 "Искусство кочевников Центральной Азии, персональная выставка живописи в Генуе[1][3].
- 1997 Персональная выставка в галерее «Тенгри Умай», Алматы[3].
- 1998 Персональная выставка в галерее «International Vision», Вашингтон[1][2][3].
- 2002 Персональная выставка «Диалектика древних» в ГМИ имени А. Кастеева, Алматы[3][9].
- 2002 Персональная выставка в Музее Современного искусства города Астана[1].
- 2004 Юбилейная персональная выставка в Президентском Центре Культуры Республики Казахстан, Астана. С 01.10.2004 по 15.10.2004[1].
- 2012 Совместная выставка художников Бахыта Аширбаева и Ахмета Ахата в художественной галерее г. Шымкент[10].
- 2014 Юбилейная персональная выставка «Города на Шелковом пути» в Государственном музее Искусств Казахстана имени А. Кастеева[11][12].
- 2016 Персональная выставка, посвященная 1000-летию города Алматы «Мелодии древних городов»[13][14].
- 2017 Персональная выставка в Kazarian Art Center, Алматы[5].
- 2019 Персональная выставка графики в творческой арт-резиденции, награда «Серебряный ключ» (Северный Кипр, 2019)[1].
- 2020 Персональная выставка «Мироздание Востока» в Национальном Музее Министерства Культуры и спорта РК в городе Нур-Султан[6][15].
- 2022 Персональная выставка «За гранью познанного. Неизвестное об известном» (печатная графика) в ГМИ имени А. Кастеева, Алматы (04.03.22 - 25.05.22)